# Epiphanny Prince
Epiphanny Prince (ur. 11 stycznia 1988 w Nowym Jorku) – amerykańska koszykarka występująca na pozycji rozgrywającej, posiadająca także rosyjskie obywatelstwo, obecnie zawodniczka Galatasaray Stambuł, a w okresie letnim Seattle Storm, w WNBA.
28 sierpnia 2019 dołączyła do Las Vegas Aces.
24 lutego 2020 została zawodniczką Seattle Storm. 2 lutego 2021 przedłużyła umowę z klubem.

## Osiągnięcia

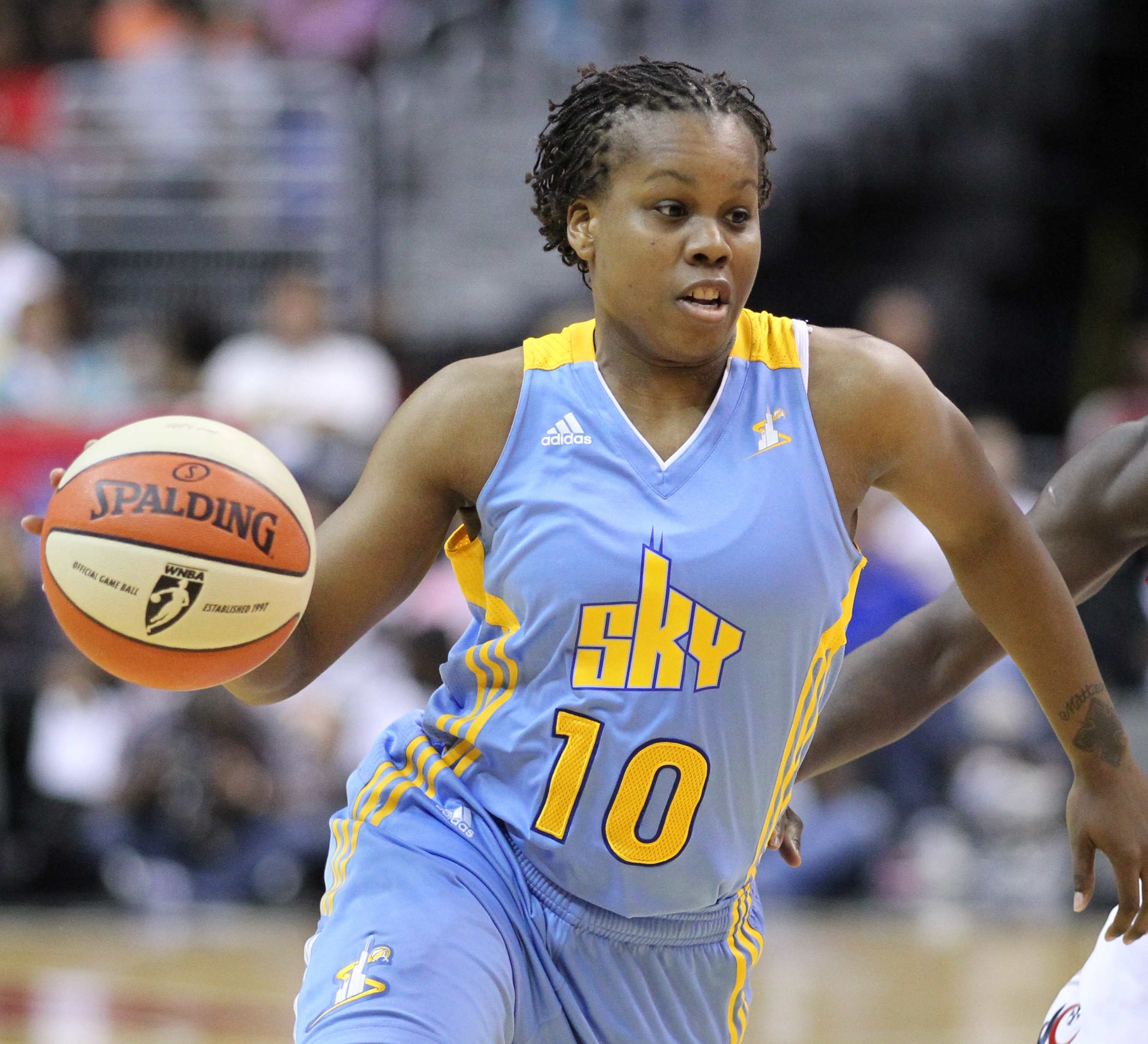
Prince w barwach Chicago Sky (2011)

Stan na 31 stycznia 2022, na podstawie, o ile nie zaznaczono inaczej.

### NCAA
- Wicemistrzyni NCAA (2007)
- Uczestniczka rozgrywek:
  - Elite Eight turnieju NCAA (2007, 2008)
  - Sweet 16 turnieju NCAA (2007–2009)
  - turnieju NCAA (2007–2010)
- Mistrzyni turnieju konferencji Big Ten (2007)
- Zaliczona do:
  - I składu Big East (2008, 2009)
  - III składu All-America (2009)

### WNBA
- Mistrzyni WNBA (2020)[6]
- Wicemistrzyni WNBA (2014)
- Zdobywczyni pucharu – WNBA Commissioner's Cup (2021)[7]
- Zaliczona do:
  - I składu debiutantek WNBA (2010)
  - II składu WNBA (2015)
- Uczestniczka meczu gwiazd WNBA (2011, 2013)
- Liderka WNBA w skuteczności rzutów za 3 punkty (50% – 2021)[8]

### Inne drużynowe
- Mistrzyni:
  - Euroligi (2017)
  - Ligi Bałtyckiej (2017)
- Wicemistrzyni:
  - Euroligi (2011, 2019)
  - Eurocup (2014)
  - Rosji (2011, 2017–2019)
  - Turcji (2012)[9]
- Brąz:
  - Euroligi (2015, 2018)
  - Rosji (2014–2016)[10]
  - pucharu Rosji (2014)[10]
- Zdobywczyni pucharu:
  - Rosji (2015, 2016, 2018, 2020)[11]
  - Turcji (2012)[9]
  - Prezydenta Turcji (2011)[9]
- Finalista pucharu Rosji (2017, 2019)

### Inne indywidualne
(* – nagrody przyznane przez portal eurobasket.com)
- Defensywna zawodniczka roku ligi rosyjskiej (2015)*[11]
- Najlepsza zawodniczka występująca na pozycji obronnej rosyjskiej ligi PBL (2011)*[12]
- Zaliczona do*:
  - I składu:
    - rosyjskiej ligi PBL (2011)[12]
    - zawodniczek zagranicznych PBL (2011)[12]
    - zawodniczek krajowych PBL (2013, 2014)[10][13]
    - defensywnego tureckiej ligi  KBSL (2010)[14]

  - II składu PBL (2013, 2015)[11][13]
  - składu honorable mention KBSL (2012)[9]
- Liderka:
  - strzelczyń ligi rosyjskiej (2013)
  - ligi rosyjskiej w przechwytach (2015)[11]

### Reprezentacja
- Uczestniczka Eurobasketu (2013 – 13. miejsce, 2015 – 6. miejsce, 2017 – 9. miejsce)